# Führer-Grenadier-Division
La Führer Grenadier Division était une division d'infanterie mécanisée (en allemand : Panzergrenadier-Division) de l'Armée de terre allemande (la Heer), au sein de la Wehrmacht, pendant la Seconde Guerre mondiale.
Elle a été créée le 26 janvier 1945 à partir de la Führer-Grenadier-Brigade. Son commandant a été le Generalmajor Hellmuth Mäder jusqu'au 1er février 1945.

## Composition
Au moment de sa création, la division se compose des unités suivantes :
- Pz.Gren.Rgt. 99 ;
- Pz.Rgt. 101 ;
- H.Sturm.Art.Brig. 911 ;
- Pz.Aufkl.Kp. 101 ;
- Pz.Art.Rgt. 124 ;
- Div.Einheiten 124.